# Mike Wallace

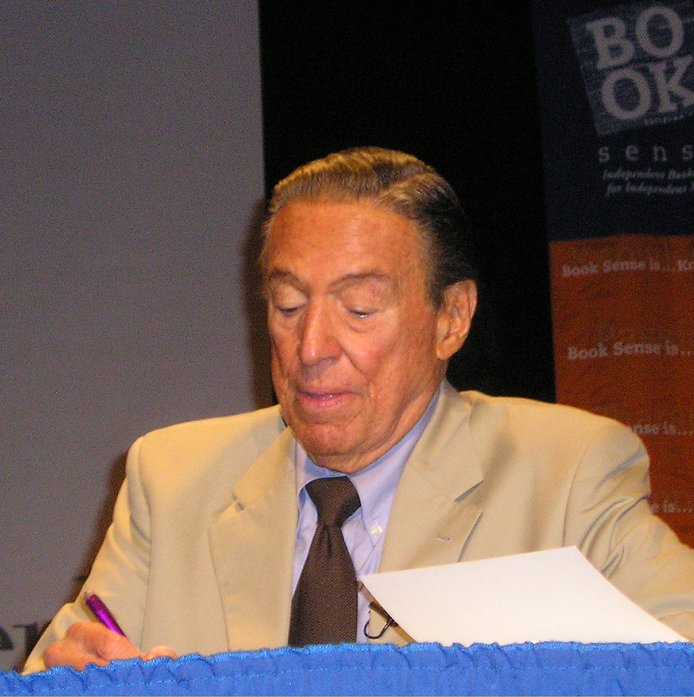
Mike Wallace während einer Buchlesung (2007)

Myron Leon „Mike“ Wallace (* 9. Mai 1918 in Brookline, Massachusetts; † 7. April 2012 in New Haven, Connecticut) war ein US-amerikanischer Journalist, Nachrichtensprecher und Korrespondent.
Wallace war Korrespondent für die Sendung 60 Minutes des Senders CBS, seit diese 1968 ins Programm aufgenommen wurde. Während seiner Tätigkeit interviewte er eine Vielzahl hochrangiger Persönlichkeiten, darunter Deng Xiaoping, Schah Mohammad Reza Pahlavi, Ayatollah Chomeini, Kurt Waldheim, Jassir Arafat, Menachem Begin, Anwar Sadat, Manuel Noriega, den Nobelpreisträger John Nash, Wladimir Putin, Maria Callas, Salvador Dalí und Mahmud Ahmadinedschad. Wallace zog sich im Jahr 2006 als Korrespondent zurück und hatte nur noch Gastauftritte bei 60 Minutes.

## Leben
Mike Wallace, dessen ursprünglicher Familienname „Woleck“ lautete, wurde im Bostoner Vorort Brookline als Kind russisch-jüdischer Eltern geboren. 1935 schloss er die Highschool in Brookline ab. Im Anschluss besuchte er die University of Michigan, die er 1939 mit dem Bachelor of Arts abschloss. Während seines Studiums arbeitete Wallace bereits für die Zeitung Michigan Daily. Seine erste Anstellung als Rundfunkmoderator war für WOOD Radio in Grand Rapids. Dort blieb er bis 1940, dann wechselte er als Ansager zum Radiosender WXYZ in Detroit. Nach einer kurzen Zeit als freischaffender Radio-Mitarbeiter in Chicago trat er in die U.S. Navy ein, wo er als Kommunikationsoffizier am Zweiten Weltkrieg teilnahm. Nach dem Krieg ging Wallace zurück nach Chicago.
Ende der vierziger Jahre arbeitete Wallace als angestellter Ansager beim Radiosender CBS. Dort hatte er gelegentlich die Möglichkeit, sein komisches Talent neben Spike Jones auszuspielen. In den 1950ern war er Moderator einer Spielshow und verdiente sich sein Geld mit Werbung, was für damalige Zeiten nicht ungewöhnlich war. Dies stellte Anfang der 1960er Jahre sein Haupteinkommen dar, unter anderem warb Wallace für Zigaretten.
Bedingt durch den Tod seines ältesten Sohns wechselte Wallace zurück zu den Nachrichten. Zwischen 1963 und 1966 moderierte er die The CBS Morning News.

### 60 Minutes
Wallace bekam vom Produzenten Don Hewitt den Job als Moderator des CBS-Nachrichtenmagazins 60 Minutes angeboten, dessen erste Sendung am 24. September 1968 ausgestrahlt wurde. Geplant war ein zweiwöchentlicher Wechsel mit anderen CBS-Nachrichtensendungen am Dienstagabend. Co-Moderator war der Journalist Harry Reasoner.
Am 14. März 2006 kündigte Wallace nach 37 Jahren als Moderator von 60 Minutes seinen Rückzug in den Ruhestand an. Er beabsichtige jedoch, weiterhin für CBS als „Correspondent Emeritus“ zu arbeiten.

### Privatleben
Wallace war viermal verheiratet und wurde Vater zweier Söhne und einer Tochter. Der älteste Sohn Peter starb 1962 bei einem Unfall während des Bergsteigens. Sein anderer Sohn Chris Wallace arbeitete als Moderator von Fox News Sunday auf Fox News. Seitdem präsentiert er eine Sonntags-Debatten-Show auf CNN.

#### Depressionen
Wallace litt zeitweise unter Depressionen, die durch den Vorwurf einer Üblen Nachrede und Verleumdung sowie dem damit verbundenen Rechtsstreit ausgelöst wurden. Er musste von einem Psychiater behandelt werden und Antidepressiva einnehmen. Über seine Depressionen sagte Wallace:

“At first I couldn’t sleep, then I couldn’t eat. I felt hopeless and I just couldn’t cope… and then I just lost all perspective on things. You know, you become crazy. I had done a story for 60 Minutes on depression but I had no idea that I was now experiencing it. Finally, I collapsed and just went to bed.”

„Zuerst konnte ich nicht schlafen, dann konnte ich nicht essen. Ich fühlte mich hoffnungslos und ich kam nicht mehr zurecht… und dann verlor ich einfach komplett den Überblick. Weißt du, du wirst verrückt. Ich hatte einen Bericht über Depressionen für 60 Minutes gemacht, aber mir war nicht klar, dass ich jetzt eine erlebte. Am Ende hatte ich einen Zusammenbruch und ging bloß noch ins Bett.“

Während der 60-Minutes-Sendung am 21. Mai 2006 gab Wallace bekannt, dass er einmal versucht habe, sich mit einer Überdosis Schlaftabletten das Leben zu nehmen. In seinen letzten Jahren ging Wallace vermehrt in die Öffentlichkeit, um über den langjährigen Kampf gegen seine Depressionen zu informieren. Dabei sagte er auch während einer Anhörung zum Thema vor dem US-Senat aus und gab ein Interview in der Sendung Larry King Live.

#### Verhaftung
2004 geriet Wallace nach einem Streit mit Angestellten der New Yorker Taxi-Aufsichtsbehörde in die Schlagzeilen. Wallace traf die Personen an, als diese gerade einen Taxifahrer befragten, der angeblich in zweiter Reihe geparkt habe. Wallace soll daraufhin nach einer der Personen geschlagen haben, woraufhin er verhaftet wurde. Er wurde nach einer Anhörung wegen ungebührlichen Verhaltens entlassen.

## Kritik
1959 wurde seine Reportage The Hate That Hate Produced über die Nation of Islam ausgestrahlt. Der Reportage wird von Kritikern vorgeworfen, ein Zerrbild gezeichnet zu haben.
Wallace interviewte den US-General William Westmoreland für die CBS-Sendung The Uncounted Enemy: A Vietnam Deception. Westmoreland verklagte Wallace und CBS wegen Verleumdung. Im Februar 1985, während der Fall noch verhandelt wurde, bot CBS eine Entschuldigung und eine außergerichtliche Einigung an, da die internen Nachforschungen ergeben hatten, dass durch die Sendung eigene Regeln der Fairness verletzt wurden. Westmoreland akzeptierte die Einigung.
Manuel Noriega, der ehemalige Machthaber von Panama, bezeichnete Wallace als „Inbegriff des Sabotage-Journalismus“.

## Fiktion
- In dem Kinofilm The Insider aus dem Jahr 1999 wurde Wallace von dem Schauspieler Christopher Plummer dargestellt.
- In dem Fernsehfilm Hefner: Unauthorized (1999) spielt Mark Harelik die Figur von Wallace.

## Auszeichnungen (Auswahl)
Wallace wurde für seine journalistische Tätigkeit ausgezeichnet:
- Overseas Press Award
- Peabody Award
- Alfred duPont-Preis der Columbia University
- Emmy Award u. a.
  - für sein Lebenswerk
  - für eine Reportage über das Pocken-Programm der ehemaligen Sowjetunion kurz vor den Terroranschlägen am 11. September 2001
- Four Freedoms Special Award, 2006[8]